# Parallelodiplosis cattleyae
Parallelodiplosis cattleyae är en tvåvingeart som beskrevs av Molliard 1903. Parallelodiplosis cattleyae ingår i släktet Parallelodiplosis och familjen gallmyggor. Inga underarter finns listade i Catalogue of Life.